# 兩岸電影展
兩岸電影展（英語：Cross-Strait Film Exhibition），是2009年6月由兩岸電影交流委員會和中國電影基金會共同創辦的華語電影節，是臺灣和中國大陸首次共同舉辦的電影聯映，該影展旨在促進臺灣與中國大陸的電影產業交流與合作。同時也是兩岸地區唯一同時跨越台灣與大陸兩地城市聯合展映的華語電影展。該影展是在臺灣舉辦「大陸電影展」及中國大陸舉辦「台灣電影展」的兩地方所構成，目地是將透過電影交流相互了解兩岸文化，並且促進兩岸電影產業的交流與合作。

## 歷史沿革
自2008年電影《海角七號》獲得5.3億票房肯定後，台灣電影展現驚人的爆發成長，有鑒於當時台灣電影需要更大的市場來擴展格局，於是『兩岸電影交流委員會』在電影同業與當時主管電影業務的新聞局共同支持下，於2009年4月10日正式展開運作，並推舉李行導演擔任第一屆『兩岸電影交流委員會』主任委員，致力推動兩岸電影交流、兩岸電影政策意見溝通與舉辦電影論壇等活動，並積極與對岸中國電影基金會共同籌劃辦理「兩岸電影展」活動，有助於推動台灣電影發展大陸市場及大陸電影發展台灣市場等相關事宜。
2009年6月，由李行導演所帶領的『兩岸電影交流委員會』，首次與中國電影基金會共同舉辦第一屆「兩岸電影展」，以台灣、中國大陸兩地城市作為交流映演地點，第一屆分別於6月17日至6月23日在台北市、台中市，6月23日至7月3日在北京市、天津市進行放映，就此展開了兩岸電影交流的熱潮，同時也是兩岸唯一同時跨越台灣、大陸兩地放映的華語電影展，成功打開兩岸電影的互助與了解，也進而促進兩岸電影人交流、兩岸電影合拍等事宜。2020年原訂第12屆兩岸電影展因全球新冠肺炎大流行的影響，暫停一年延後舉行。2021年第12屆兩岸電影展恢復舉辦，但仍受疫情不穩定之影響，兩岸電影人之實體交流暫緩。同年『兩岸電影交流委員會』主任委員李行於影展前夕，2021年8月19日因病逝世，享耆壽91歲。同年8月朱延平導演兼任代理主任委員，並於2023年正式接任『兩岸電影交流委員會』主任委員一職。

### 歷屆舉辦城市及日期
| 屆數       | 年份   | 台灣                             | 台灣                             | 中國大陸                         | 中國大陸                         |
| 屆數       | 年份   | 日期                             | 城市                             | 日期                             | 城市                             |
| ---------- | ------ | -------------------------------- | -------------------------------- | -------------------------------- | -------------------------------- |
| 第1屆      | 2009年 | 6月17日至6月23日                 | 台北市、台中市                   | 6月26日至7月3日                  | 北京市、天津市                   |
| 第2屆      | 2010年 | 5月25日至6月1日                  | 台北市、苗栗縣                   | 6月12日至6月19日                 | 上海市、苏州市、太倉市           |
| 第3屆      | 2011年 | 6月3日至6月8日                   | 台北市、桃園市                   | 7月17日至7月23日                 | 重慶市（主城區及大足區）         |
| 第4屆      | 2012年 | 6月1日至6月6日                   | 台北市、彰化縣                   | 6月13日至6月19日                 | 西安市、寶雞市                   |
| 第5屆      | 2013年 | 6月7日至6月12日                  | 台北市、台中市                   | 7月5日至7月10日                  | 廈門市、泉州市                   |
| 第6屆      | 2014年 | 5月31日至6月6日                  | 台北市、台南縣、高雄市           | 6月13日至6月19日                 | 廈門市、泰州市、興化市           |
| 第7屆      | 2015年 | 5月22日至5月27日                 | 台北市                           | 6月8日至6月12日                  | 北京市                           |
| 第8屆      | 2016年 | 5月12日至5月17日                 | 台北市、花蓮市                   | 4月14日至4月19日                 | 北京市、天津市                   |
| 第9屆      | 2017年 | 6月01日至6月06日                 | 台北市、新北市                   | 4月13日至4月18日                 | 北京市、保定市                   |
| 第10屆     | 2018年 | 5月29日至6月4日                  | 台北市、新竹縣                   | 4月24日至4月29日                 | 太原市、晉中市                   |
| 第11屆     | 2019年 | 6月28日至7月4日                  | 台北市、高雄市                   | 5月25日至5月31日                 | 北京市、承德市                   |
| 第12屆     | 2020年 | 暫停舉辦（因疫情關係，延後一年） | 暫停舉辦（因疫情關係，延後一年） | 暫停舉辦（因疫情關係，延後一年） | 暫停舉辦（因疫情關係，延後一年） |
| 第12屆(延) | 2021年 | 9月4日至9月9日                   | 台北市                           | 9月2日至9月11日                  | 北京市                           |
| 第13屆     | 2022年 | 6月17日至6月22日                 | 台北市                           | 6月9日至6月19日                  | 北京市                           |
| 第14屆     | 2023年 | 7月13日至7月17日                 | 台北市                           | 8月14日至8月18日                 | 雅安市                           |
| 第15屆     | 2024年 | 6月28日至7月2日                  | 台北市、桃園市                   | 5月27日至5月31日                 | 雅安市                           |
| 第16届     | 2025年 | 5月21日5月26日                   | 台北市                           | 6月6日至6月11日                  | 雅安市、成都市                   |

### 歷屆參展影片及出席影人
| 年份 | 屆數   | 台灣展映（陸片）                                   | 台灣展映（陸片）                                                            | 中國大陸展映（台片）     | 中國大陸展映（台片）                                                       |
| 年份 | 屆數   | 影片                                               | 出席影人                                                                    | 影片                     | 出席影人                                                                   |
| ---- | ------ | -------------------------------------------------- | --------------------------------------------------------------------------- | ------------------------ | -------------------------------------------------------------------------- |
| 2009 | 第1屆  | 《非誠勿擾》＊台北                                 | 馮小剛（導演） 舒淇（演員）                                                 | 《冏男孩》＊北京         | 楊雅喆（導演）、李烈（製片） 潘親御（演員）、李冠毅（演員）                |
| 2009 | 第1屆  | 《瘋狂的賽車》＊台中                               | 高捷（演員）                                                                | 《練習曲》＊天津         | 東明相（演員）                                                             |
| 2009 | 第1屆  | 《江北好人》                                       | 江姍（演員）、馬伊利（演員）                                                | 《六號出口》             | 林育賢（導演）、黃江豐（製片）                                             |
| 2009 | 第1屆  | 《隱形的翅膀》                                     | 趙慧利（製片） 雷慶瑤（演員）                                               | 《對不起我愛你》         | 林育賢（導演）、黃江豐（製片）傅士英（攝影）                               |
| 2009 | 第1屆  | 《致命追擊》                                       | 吳兵（導演、演員）                                                          | 《沈睡的青春》           | 劉嘉明（製片） 張孝全（演員）                                              |
| 2009 | 第1屆  | 《香巴拉信使》                                     | 俞鐘（導演）                                                                | 《態度》                 | 無                                                                         |
| 2009 | 第1屆  | 《塔舖》                                           | 無                                                                          | 特邀嘉賓：魏德聖         | 特邀嘉賓：魏德聖                                                           |
| 2009 | 第1屆  | 特邀嘉賓：鄔君梅、陳國富                           |                                                                             | 特邀嘉賓：魏德聖         | 特邀嘉賓：魏德聖                                                           |
| 2010 | 第2屆  | 《星海》＊苗栗                                     | 徐若瑄（演員）、蘇香玫（演員）                                              | 《聽說》＊蘇州           | 鄭芬芬（導演） 彭于晏（演員）、陳妍希（演員）                              |
| 2010 | 第2屆  | 《走著瞧》                                         | 李大為（導演） 白靜（演員）、文章（演員）                                   | 《一席之地》＊太倉       | 樓一安（導演） 唐振剛（演員）、高捷（演員）                                |
| 2010 | 第2屆  | 《額吉》                                           | 娜仁花（演員）                                                              | 《爸...你好嗎？》        | 高捷（演員）                                                               |
| 2010 | 第2屆  | 《鐵人》                                           | 白靜（演員）                                                                | 《一頁台北》             | 高捷（演員）、張孝全（演員）                                               |
| 2010 | 第2屆  | 《走路上學》                                       | 彭家煌（導演） 曹曦文（演員）                                               | 《有一天》               | 侯季然（導演）                                                             |
| 2010 | 第2屆  | 《鬥牛》                                           | 無                                                                          | 《不能沒有你》           | 無                                                                         |
| 2011 | 第3屆  | 《日照重慶》＊台北                                 | 王小帥（導演）、徐秉熙（製片） 徐小明（監製） 李玲玉（演員）                | 《與愛別離》＊重慶       | 林孝謙（導演）、曾瀚賢（製片） 呂安弦（編劇）                              |
| 2011 | 第3屆  | 《觀音山》＊桃園                                   | 李玉（導演）、方勵（製片）                                                  | 《第36個故事》＊大足     | 蕭雅全（導演）、蕭瑞嵐（製片）                                             |
| 2011 | 第3屆  | 《西風烈》                                         | 高群書（導演）                                                              | 《茱麗葉》               | 侯季然（導演）                                                             |
| 2011 | 第3屆  | 《將愛情進行到底》                                 | 張一白（導演） 王學兵（演員）                                               | 《酷馬》                 | 黃黎明（製片） 古名伸（演員）                                              |
| 2011 | 第3屆  | 《我們天上見》                                     | 無                                                                          | 《台北星期天》           | 無                                                                         |
| 2011 | 第3屆  | 《鋼的琴》                                         | 無                                                                          | 《當愛來的時候》         | 無                                                                         |
| 2011 | 第3屆  | 特邀嘉賓：叢珊、丁柳元                             |                                                                             |                          |                                                                            |
| 2012 | 第4屆  | 《殺生》＊台北                                     | 管虎（導演）、任達華（演員）、梁靜（演員）                                  | 《阿爸》＊西安           | 洪榮良（導演）                                                             |
| 2012 | 第4屆  | 《轉山》＊彰化                                     | 韓小凌（製片）                                                              | 《皮克青春》＊寶雞       | 陳大璞（導演）、蔡婉伶（製片）、張克帆（演員）                             |
| 2012 | 第4屆  | 《我願意》                                         | 夏君（演員）                                                                | 《熊熊愛上你》           | 鄭芬芬（導演）、陳希聖（製片）                                             |
| 2012 | 第4屆  | 《盲人電影院》                                     | 路陽（導演） 周一圍（演員）                                                 | 《下一個奇蹟》           | 無                                                                         |
| 2012 | 第4屆  | 《郎在對門唱山歌》                                 | 章明（導演） 呂星辰（演員）                                                 | 《帶一片風景走》         | 無                                                                         |
| 2012 | 第4屆  | 《神探亨特張》                                     | 高群書（導演）、徐聞（製片）                                                | 《寶島漫波》             | 無                                                                         |
| 2012 | 第4屆  | 《匹夫》                                           | 杜若飛（製片）                                                              |                          |                                                                            |
| 2012 | 第4屆  | 《雙人床條約》                                     | 無                                                                          |                          |                                                                            |
| 2013 | 第5屆  | 《北京遇上西雅圖》＊台北                           | 薛曉路（導演） 買紅妹（演員）                                               | 《陣頭》＊廈門           | 馮凱（導演）、蔣明燁（製片）                                               |
| 2013 | 第5屆  | 《廚子.戲子.痞子》＊台中                           | 管虎（導演） 梁靜（演員）                                                   | 《侯鳥來的季節》＊漳州   | 蔡銀娟（導演） 溫昇豪（演員）、海倫清桃（演員）                            |
| 2013 | 第5屆  | 《搜索》                                           | 趙又廷（演員）-僅出席記者會                                                 | 《金孫》                 | 周旭薇（導演）                                                             |
| 2013 | 第5屆  | 《童年的稻田》                                     | 朱小玲（導演）                                                              | 《野蓮香》               | 海倫清桃（演員）                                                           |
| 2013 | 第5屆  | 《哺乳期的女人》                                   | 楊雅洲（導演） 陶澤如（演員）                                               | 《黛比的幸福生活》       | 無                                                                         |
| 2013 | 第5屆  | 《狗13》                                           | 曹保平（導演） 果靜林（演員）                                               | 《親愛的奶奶》           | 無                                                                         |
| 2013 | 第5屆  | 《記憶望著我》                                     | 無                                                                          |                          |                                                                            |
| 2014 | 第6屆  | 《北京愛情故事》＊台北                             | 陳思誠（導演） 佟麗娅（演員）                                               | 《到不了的地方》＊廈門   | 李鼎（導演） 張睿家（演員）、林柏宏（演員）                                |
| 2014 | 第6屆  | 《警察日記》                                       | 王景春（演員）                                                              | 《原來你還在》＊泰州     | 楊南茜（導演）、陳玉珊（製片） 黃鐙輝（演員）                              |
| 2014 | 第6屆  | 《怒放之青春再見》                                 | 盧庚戌（導演） 潘粵明（演員）                                               | 《加油！男孩》           | 陳彥婷（演員）、李崇銘（製片）                                             |
| 2014 | 第6屆  | 《等風來》                                         | 劉雅瑟（演員）                                                              | 《夢見》                 | 張永昌（夢見）                                                             |
| 2014 | 第6屆  | 《房間裡的舞蹈》                                   | 彭磊（導演）、張菊（製片） 王威（出品人）                                   | 《世界第一麥方》         | 無                                                                         |
| 2014 | 第6屆  | 《爸爸去哪兒》                                     | 龍丹尼（製片）                                                              | 《暑假作業》             | 無                                                                         |
| 2014 | 第6屆  | 《前任攻略》                                       | 無                                                                          |                          |                                                                            |
| 2015 | 第7屆  | 《匆匆那年》＊台北                                 | 張一白（導演）、沈巍（製片）                                                | 《極光之愛》＊北京       | 李思源（導演）、王月（監製） 楊丞琳（演員）、林妍柔（演員） 林柏宏（演員） |
| 2015 | 第7屆  | 《微愛之漸入佳境》                                 | 顧長衛（導演） 張魯一（演員）、姜瑞佳（演員）                               | 《行動代號：孫中山》     | 易智言（導演）                                                             |
| 2015 | 第7屆  | 《諜.蓮花》                                        | 潘陽（演員）                                                                | 《迴光奏鳴曲》           | 東明相（演員）                                                             |
| 2015 | 第7屆  | 《河》                                             | 松太加（導演）                                                              | 《活路：妒忌私家偵探社》 | 張世（導演）、詹婉妮（製片）                                               |
| 2015 | 第7屆  | 《十二公民》                                       | 徐昂（導演）、韓景龍（編劇）                                                | 《缺角一族》             | 江豐宏（導演）、黃宥驊（製片） 林柏宏（演員）                              |
| 2015 | 第7屆  | 《一步之遙》                                       | 無                                                                          | 《相愛的七種設計》       | 陳宏一（導演） 莫子儀（演員）                                              |
| 2015 | 第7屆  | 《狼圖騰》                                         | 無                                                                          | 《寒蟬效應》             | 徐小明（監製）、陳玲珍（出品人）                                           |
| 2016 | 第8屆  | 《老炮兒》＊台北                                   | 管虎（導演） 馮小剛（演員）、梁靜（演員）                                   | 《百日告別》＊北京       | 林書宇（導演）、劉蔚然（製片）                                             |
| 2016 | 第8屆  | 《一切都好》＊花蓮                                 | 閻雲飛（製片） 張國立（演員）                                               | 《西城童話》＊天津       | 郭書瑤（演員）                                                             |
| 2016 | 第8屆  | 《夏洛特煩惱》                                     | 閆非（導演）、彭大魔（導演）                                                | 《愛情算不算》           | 林君陽（導演） 張瀚（演員）                                                |
| 2016 | 第8屆  | 《基隆》                                           | 喬梁（導演） 任帥（演員）                                                   | 《五星級魚干女》         | 林孝謙（導演）、呂安弦（編劇）                                             |
| 2016 | 第8屆  | 《少年班》                                         | 王森（演員）、夏天（演員）                                                  | 《234說愛你》            | 張瑋真（導演）                                                             |
| 2016 | 第8屆  | 《喜瑪拉雅天梯》                                   | 蕭寒（導演）                                                                | 《來得及說再見》         | 沈可尚（導演）、陳芯宜（導演）                                             |
| 2016 | 第8屆  | 《解救吾先生》                                     | 無                                                                          | 《失控謊言》             | 無                                                                         |
| 2017 | 第9屆  | 《不成問題的問題》＊台北                           | 黃石（編劇） 張超（演員）                                                   | 《我的蛋男情人》＊北京   | 傅天余（導演）、陳寶旭（製片） 鳳小岳（演員）                              |
| 2017 | 第9屆  | 《28歲未成年》                                     | 張末（導演）                                                                | 《心靈時鐘》＊保定       | 蔡銀娟（導演） 李李仁（演員）                                              |
| 2017 | 第9屆  | 《少年》                                           | 楊樹鵬（導演）                                                              | 《只要我長大》           | 陳潔瑤（導演）                                                             |
| 2017 | 第9屆  | 《夜色撩人》                                       | 夏鋼（導演）                                                                | 《再見女兒》             | 陳宇詰（導演）、管萌（製片） 林子熙（演員）                                |
| 2017 | 第9屆  | 《清水裡的刀子》                                   | 王學博（導演）                                                              | 《林北小舞》             | 陳玫君（導演）、花柏容（編劇）                                             |
| 2017 | 第9屆  | 《誰的青春不迷茫》                                 | 姚婷婷（導演）                                                              | 《音樂家周藍萍》         | 周揚明（製片）、沈冬（顧問）                                               |
| 2017 | 第9屆  | 特別放映：《百鳥朝鳳》                             | 吳延（項目策劃） 陶澤如（演員）                                             | 《德布西森林》           | 無                                                                         |
| 2017 | 第9屆  | 特邀嘉賓：徐皓峰                                   |                                                                             |                          |                                                                            |
| 2018 | 第10屆 | 《無問西東》＊台北                                 | 常濱（總製片） 黃曉明（演員）、韓童生（演員） 鄭錚（演員）                  | 《有一種喜歡》＊太原     | 王郁惠（導演） 李玉璽（演員） 畢書盡（演員） 王宇兒（演員）                |
| 2018 | 第10屆 | 《唐人街探案2》＊新竹                              | 陳思誠（導演）                                                              | 《盜命師》               | 李啟源（導演） 簡麗芬（製片）                                              |
| 2018 | 第10屆 | 《妖貓傳》                                         | 劉佩琦（演員）                                                              | 《花甲大人轉男孩》       | 瞿友寧（導演） 嚴正嵐（演員）                                              |
| 2018 | 第10屆 | 《暴雪將至》                                       | 段奕宏（演員）                                                              | 《痴情男子漢》           | 連奕琦（導演）                                                             |
| 2018 | 第10屆 | 《羞羞的鐵拳》                                     | 張吃魚（導演）                                                              | 《乒乓》                 | 簡學彬（導演） 黃志翔（製片）                                              |
| 2018 | 第10屆 | 《二十二》                                         | 郭柯（導演）                                                                | 《上岸的魚》             | 賴國安（導演）                                                             |
| 2018 | 第10屆 | 特別放映：《尋槍》                                 | 無                                                                          |                          |                                                                            |
| 2018 | 第10屆 | 特別放映：《透析》                                 | 無                                                                          |                          |                                                                            |
| 2018 | 第10屆 | 特別放映：《盜馬賊》                               | 無                                                                          |                          |                                                                            |
| 2018 | 第10屆 | 特邀嘉賓：王力宏                                   |                                                                             |                          |                                                                            |
| 2019 | 第11屆 | 《流浪地球》＊台北                                 | 郭帆（導演）、龔格爾（製片） 隋凱（演員）                                   | 《狂徒》＊北京           | 洪子烜（導演）、林添貴（出品人） 吳慷仁（演員）、林哲熹（演員）            |
| 2019 | 第11屆 | 《老師·好》＊高雄                                  | 張欒（導演）、徐偉（編劇）                                                  | 《寒單》＊承德           | 黃朝亮（導演） 楊貴媚（演員）、鄭人碩（演員）                              |
| 2019 | 第11屆 | 《過春天》                                         | 白雪（導演） 黃堯（演員）                                                   | 《瘋狂電視台瘋電影》     | 謝念祖（導演）、陳怡靜（製片）                                             |
| 2019 | 第11屆 | 《冥王星時刻》                                     | 章明（導演） 劉丹（演員）                                                   | 《山的那一邊》           | 王道南（導演）                                                             |
| 2019 | 第11屆 | 《快把我哥帶走》                                   | 姜宏波（演員）                                                              | 《只有大海知道》         | 崔永徽（導演）、巫光華（出品人） 鍾嘉駿（演員）                            |
| 2019 | 第11屆 | 《西虹市首富》                                     | 閆非（導演）、彭大魔（導演） 張一鳴（演員）、魏翔（演員）                   | 《小美》                 | 無                                                                         |
| 2019 | 第11屆 | 《第一次的離別》                                   | 王麗娜（導演）                                                              |                          |                                                                            |
| 2021 | 第12屆 | 《東北虎》＊台北                                   | 因新冠疫情影響，兩岸影人交流暫停一年。                                      | 《惡之畫》＊北京         | 因新冠疫情影響，兩岸影人交流暫停一年。                                     |
| 2021 | 第12屆 | 《侍神令》                                         | 因新冠疫情影響，兩岸影人交流暫停一年。                                      | 《無聲》                 | 因新冠疫情影響，兩岸影人交流暫停一年。                                     |
| 2021 | 第12屆 | 《只是一次偶然的旅行》                             | 因新冠疫情影響，兩岸影人交流暫停一年。                                      | 《秋決》                 | 因新冠疫情影響，兩岸影人交流暫停一年。                                     |
| 2021 | 第12屆 | 《又見奈良》                                       | 因新冠疫情影響，兩岸影人交流暫停一年。                                      | 《下半場》               | 因新冠疫情影響，兩岸影人交流暫停一年。                                     |
| 2021 | 第12屆 | 《掬水月在手》                                     | 因新冠疫情影響，兩岸影人交流暫停一年。                                      | 《聽見臺灣》             | 因新冠疫情影響，兩岸影人交流暫停一年。                                     |
| 2022 | 第13屆 | 《懸崖之上》＊台北                                 | 因新冠疫情影響，兩岸影人交流暫停一年。                                      | 《詭扯》                 | 因新冠疫情影響，兩岸影人交流暫停一年。                                     |
| 2022 | 第13屆 | 《兔子暴力》                                       | 因新冠疫情影響，兩岸影人交流暫停一年。                                      | 《修行》                 | 因新冠疫情影響，兩岸影人交流暫停一年。                                     |
| 2022 | 第13屆 | 《烏海》                                           | 因新冠疫情影響，兩岸影人交流暫停一年。                                      | 《複身犯》               | 因新冠疫情影響，兩岸影人交流暫停一年。                                     |
| 2022 | 第13屆 | 《白蛇傳.情》                                      | 因新冠疫情影響，兩岸影人交流暫停一年。                                      | 《嗨！神獸》             | 因新冠疫情影響，兩岸影人交流暫停一年。                                     |
| 2022 | 第13屆 | 《柳浪聞鶯》                                       | 因新冠疫情影響，兩岸影人交流暫停一年。                                      | 《魔法阿嬤》4K修復版     | 因新冠疫情影響，兩岸影人交流暫停一年。                                     |
| 2022 | 第13屆 | 《一江春水》                                       | 因新冠疫情影響，兩岸影人交流暫停一年。                                      | 《一代劍王》2K修復版     | 因新冠疫情影響，兩岸影人交流暫停一年。                                     |
| 2023 | 第14屆 | 《滿江紅》*台北                                    | 王佳怡(演員)                                                                | 《本日公休》*雅安        | 傅孟伯（演員） 方志友（演員）                                              |
| 2023 | 第14屆 | 《無名》                                           | 王傳君(演員)                                                                | 《一家子兒咕咕叫》       | 林怡伶（製片） 游安順（演員）                                              |
| 2023 | 第14屆 | 《臍帶》                                           | 喬思雪(導演)                                                                | 《哈勇家》               | 黃瀞怡（小薰）（演員）                                                     |
| 2023 | 第14屆 | 《宇宙探索編輯部》                                 | 孔大山(導演) 王紅衛(監製)                                                   | 《你在我心上》           | 劉瑋慈（監製） 張庭瑚（演員）                                              |
| 2023 | 第14屆 | 《獨行月球》                                       | 張吃魚(導演) 戴思奧(編劇)                                                   | 《詐團圓》               | 謝瓊煖（演員）                                                             |
| 2023 | 第14屆 | 《中國乒乓之絕地反擊》                             | 俞白眉(導演) 張彥(編劇)                                                     | 《童話˙世界》            | 麻生汶（監製） 雷震卿（顧問、剪接指導）                                    |
| 2023 | 第14屆 | 《不止不休》                                       | 宋洋(演員)                                                                  |                          |                                                                            |
| 2023 | 第14屆 | 《不二兄弟》                                       | 何泓姍（演員） 李茂（演員） 林哲熹（演員）                                  |                          |                                                                            |
| 2024 | 第15屆 | 《三大隊》*台北                                    | 張譯（演員）、魏晨（演員）                                                  | 《BIG》                  | 魏德聖(導演) 范逸臣(演員)                                                  |
| 2024 | 第15屆 | 《草木人間》*桃園                                  | 無                                                                          | 《還錢》                 | 王鼎霖(導演) 葉如芬(監製)                                                  |
| 2024 | 第15屆 | 《涉過憤怒的海》                                   | 無                                                                          | 《小子》                 | 王毓琦(導演) 吳宗修(演員)、釋小願(演員)                                    |
| 2024 | 第15屆 | 《年會不能停》                                     | 董潤年（導演） 應蘿佳(編劇、製片) 大鵬（演員）                              | 《無言的山丘》           | 王童(導演) 楊貴媚(演員)                                                    |
| 2024 | 第15屆 | 《孤注一擲》                                       | 申奧（導演） 王大陸（演員）                                                 | 《愛是一把槍》           | 無                                                                         |
| 2024 | 第15屆 | 《飛馳人生２》                                     | 無                                                                          | 《蘭陵40-演員實驗教室》  | 王耿瑜(導演)                                                               |
| 2024 | 第15屆 | 《普通男女》                                       | 劉雨霖（導演） 劉震雲（藝術指導）                                           | 《壞男孩》               | 游智涵(導演)                                                               |
| 2024 | 第15屆 | 《長安三萬里》                                     | 無                                                                          | 《周處除三害》           | 李烈(監製)                                                                 |
| 2025 | 第16屆 | 《抓娃娃》*台北                                    | 彭大魔（导演）、阎非（导演）                                                | 《交换礼物》             | 林明谦（导演） 曾国骏（监制）                                              |
| 2025 | 第16屆 | 《小小的我》                                       | 杨荔钠（导演） 易烊千玺（演员）蒋勤勤（演员）                               | 《角头－大桥头》         | 张威演（监制） 王阳明（演员）张怀秋（演员）                                |
| 2025 | 第16屆 | 《胜券在握》                                       | 刘循子墨（导演） 喻恩泰（演员）                                             | 《爱的噩梦》             | 项婕如（演员）                                                             |
| 2025 | 第16屆 | 《雄狮少年 2》                                     | 无                                                                          | 《夜校女生》             | 庄景燊（导演）、唐在扬（监制） 王莉雯（编剧） 项婕如（演员）               |
| 2025 | 第16屆 | 《误杀 3》                                         | 甘剑宇（编剧、导演） 高捷（演员）张榕容（演员）徐诣（演员）、周楚濋（演员） | 《小雁与吴爱丽》         | 林书宇（导演） 夏于乔（演员）                                              |
| 2025 | 第16屆 | 《“骗骗”喜欢你》                                   | 苏彪（导演） 王耀庆（演员）                                                 | 《乒乓男孩》             | 梁宏志（监制）                                                             |
| 2025 | 第16屆 | 《唐探1900》                                       | 无                                                                          |                          |                                                                            |
| 2025 | 第16屆 | 備註：影片後方有「＊＋城市名」表示為該城市開幕影片 |                                                                             |                          |                                                                            |

### 歷屆影展活動
| 屆數   | 日期                | 地點                   | 活動名稱                                                           | 參與貴賓 | 備註   |
| ------ | ------------------- | ---------------------- | ------------------------------------------------------------------ | --- | ------ |
| 第1屆  | 2009年6月6日        | 台中                   | 影評人教室                                                         | 主講：聞天祥 | [ 10 ] |
| 第1屆  | 2009年6月13日       | 台北                   | 影評人教室                                                         | 主講：聞天祥 | [ 10 ] |
| 第1屆  | 2009年6月17日       | 台北光點               | 座談：「兩岸導演對談」                                             | 嘉賓：侯孝賢、馮小剛、陳國富 / 主持：王文華 |        |
| 第1屆  | 2009年6月21日       | 台中新光影城           | 熱愛生命慈善特映                                                   | 嘉賓：邵曉玲、雷慶瑤、楊恩典 |        |
| 第1屆  | 2009年6月21日       | 台中新光影城           | 座談：「熱愛生命」公益座談                                         | 嘉賓：李行、雷慶瑤、楊恩典 / 主持：趙婷 |        |
| 第1屆  | 2009年6月27日       | 北京                   | 電影技術研討會                                                     | |        |
| 第1屆  | 2009年6月27日       | 北京                   | 「小人物狂想曲」攝影比賽                                           | |        |
| 第1屆  | 2009年6月27日       | 北京                   | 新生影評卡位戰                                                     | |        |
| 第2屆  | 2010年5月28日       | 台北信義誠品           | 座談：「Fun創意論壇」                                              | 嘉賓：李行、黃建新、林育賢、李大為、彭家煌 / 主持：王文華 |        |
| 第2屆  | 2010年5月28日       | 台北信義誠品           | 經典華語影展（與電影資料館合辦）                                   | |        |
| 第2屆  | 2010年5月31日       | 台北文化大夏館         | 數位修復研討會                                                     | |        |
| 第2屆  | 2010年6月13日       | 上海、蘇州             | 座談：「兩岸四地電影產業發展論壇」                                 | |        |
| 第2屆  | 2010年6月14日       | 上海                   | 上海英華達特映會（放映：《聽說》）                                 | 嘉賓：鄭芬芬、彭于晏、陳妍希 |        |
| 第3屆  | 2011年6月4日        | 桃園龜山               | 蚊子電影院（播放《我們天上見》）                                   | |        |
| 第3屆  | 2011年6月25日       | 桃園中壢               | 蚊子電影院（播放《喜羊羊與灰太狼》）                               | |        |
| 第3屆  | 2011年6月5日        | 台北華山文創           | 座談：電影配樂聆聽「當我們樂在一起」                               | 嘉賓：蕭雅全、雷光夏、林強 / 主持：吳文智 |        |
| 第3屆  | 2011年6月6日        | 台北文化大夏館         | 座談：「兩岸電影合拍與發行之現狀與展望」                           | 嘉賓：覃宏、孫維均、李烈、黃志明 / 主持：王文華 |        |
| 第3屆  | 2011年7月19日       | 重慶                   | 座談：「兩岸電影產業發展座談會」                                   | |        |
| 第4屆  | 2012年6月2日        | 鹿港藝文館             | 電影嘉年華                                                         | |        |
| 第4屆  | 2012年6月2日        | 鹿港藝文館廣場         | 星光電影院（放映：《郎在對門唱山歌》）                             | |        |
| 第4屆  | 2012年6月1至6月10日 | 鹿港福興穀倉           | 電影文物展、彰化好精采                                             | |        |
| 第4屆  | 2012年6月3日        | 台北信義誠品           | 座談：「電影編劇的關鍵字」                                         | 嘉賓：任達華、林書宇、楊雅喆、章明、管虎、路陽 / 主持：王文華 |        |
| 第4屆  | 2012年6月4日        | 台北信義誠品           | 座談：「表演藝術對談」                                             | 嘉賓：王玨、張瀚、林美秀、梁靜、周一圍、呂星辰、夏力薪 / 主持：金勤 |        |
| 第4屆  | 2012年6月14日       | 西安                   | 座談：「台灣與西部電影的發展與合作」                               | |        |
| 第4屆  | 2012年6月14日       | 西安                   | 名人講堂（放映：《下一個奇蹟》）                                   | 嘉賓：卓立 / 主持：李靖惠 |        |
| 第5屆  | 2013年6月8日        | 台北華山文創           | 座談：「談兩岸女性電影從業人員優勢宇困境」                         | 嘉賓：肖桂云、薛曉路、葉如芬、李烈、鄭芬芬、朱小玲、周美玲 / 主持：王文華 |        |
| 第5屆  | 2013年6月8日        | 新北市民廣場           | 星光電影院（放映：《童年的稻田》）                                 | |        |
| 第5屆  | 2013年6月11日       | 台中                   | 座談：「兩岸電影協拍與發展」                                       | |        |
| 第5屆  | 2013年7月6日        | 廈門                   | 座談：「繼承與創新－兩岸影人共謀中國電影發展及閩南語電影市場拓展」 | |        |
| 第6屆  | 2014年6月1日        | 台北文化大夏館         | 座談：「當電視電影化，是趨勢？還是曇花一現？」                     | 嘉賓：陳思誠、龍丹尼、蔡岳勳 / 主持：李光爵 |        |
| 第6屆  | 2014年6月2日        | 台北文化大夏館         | 座談：「我的跨屆導演夢」                                           | 嘉賓：盧庚戌、彭磊、任賢齊 / 主持：王文華 |        |
| 第6屆  | 2014年6月3日        | 台南藝術大學           | 座談：「溫故知新－讓歷史成為兩岸電影的新活水」                     | 嘉賓：王景春、黃建新、李天石養、孫松榮 / 主持：井迎瑞 |        |
| 第6屆  | 2014年6月14日       | 廈門                   | 座談：「探索兩岸電影交流的新思路與台灣閩南語電影市場的開拓」       | |        |
| 第7屆  | 2015年5月14日       | 台北雅痞書店           | 兩岸電影沙龍-聊聊大陸電影二三事                                    | 主講：張士達、劉凱西、膝關節 |        |
| 第7屆  | 2015年5月23日       | 台北光點華山           | 座談：「改編原著的美麗與哀愁」                                     | 嘉賓：張一白、顧長衛、林書宇、藤井樹 / 主持：張大春 |        |
| 第7屆  | 2015年5月14日       | 台北光點華山           | 座談：「大銀幕的寫實人生-兩代人的電影夢」                          | 嘉賓：柯宇綸、梁正群、潘陽 / 主持：鄭偉伯 |        |
| 第7屆  | 2015年5月14日       | 北京                   | 座談：「兩岸電影合作的未來趨勢與發展」                             | |        |
| 第8屆  | 2016年4月16日       | 北京師範大學           | 座談：「兩岸現實題材電影創作學術論壇」                             | |        |
| 第8屆  | 2016年4月18日       | 天津南開大學           | 座談：「藝術電影的未來」                                           | |        |
| 第8屆  | 2016年4月30日       | 台北光點華山           | 兩岸電影沙龍-聊聊大陸電影二三事                                    | 主講：吳文智、劉凱西、膝關節 |        |
| 第8屆  | 2016年5月13日       | 國立台北藝術大學       | 與大學生有約-上戲下戲（北藝大電影系）                              | 嘉賓：張國立、馮小剛、梁靜、任帥、夏天、王森 / 主持：徐華謙 |        |
| 第9屆  | 2017年4月15日       | 北京師範大學           | 座談：「兩岸電影的相互審視與市場接受」                             | |        |
| 第9屆  | 2017年5月12日       | 台北離線咖啡           | 兩岸電影沙龍-聊聊大陸電影二三事                                    | 主講：吳文智、楊達敬、膝關節 |        |
| 第9屆  | 2017年6月2日        | 台北國立臺灣藝術大學   | 與大學生有約- 你準備好了嗎？華萊塢跟你想的不一樣！                 | 嘉賓：夏鋼、楊樹鵬、張末、姚婷婷、王學博 / 主持：廖金鳳 |        |
| 第9屆  | 2017年6月3日        | 台北閱樂書店           | 兩岸電影沙龍-實感的追尋 武俠電影的新風景                           | 嘉賓：徐浩峰 / 主持：王文華 |        |
| 第9屆  | 2017年6月4日        | 台北光點華山           | 百鳥朝鳳專題研討- 時代變臉大師絕唱 - 吳天明電影的當代意義          | 嘉賓：吳延、陶澤如 / 主持：藍祖蔚（主持） |        |
| 第10屆 | 2018年4月25日       | 太原                   | 座談：「兩岸電影與觀眾多樣化需求」                                 | |        |
| 第10屆 | 2018年4月26日       | 太原                   | 大師面對面：朱延平                                                 | |        |
| 第10屆 | 2018年4月26日       | 太原                   | 大師面對面：李行                                                   | |        |
| 第10屆 | 2018年5月11日       | 台北众樂LAB            | 兩岸電影沙龍- 聊聊大陸電影二三事                                   | 主講：吳文智、鄭偉柏、童一寧 |        |
| 第10屆 | 2018年5月12日       | 台北紅樓               | 兩岸電影論壇-「聊聊編劇這件事」                                    | 嘉賓：鮑鯨鯨、張大春 |        |
| 第10屆 | 2018年5月26日       | 台北紅樓               | 兩岸電影論壇-「喜劇電影裡的喜怒哀樂」                              | 嘉賓：朱延平、曾志偉、邱瓈寬 |        |
| 第10屆 | 2018年5月27日       | 台北光點華山           | 大陸經典.名家講座-《透析》                                         | 主講：廖慶松 |        |
| 第10屆 | 2018年5月27日       | 台北光點華山           | 大陸經典.名家講座-《盜馬賊》                                       | 主講：塗翔文 |        |
| 第10屆 | 2018年5月28日       | 台北光點華山           | 大陸經典.名家講座-《尋槍》                                         | 主講：藍祖蔚 |        |
| 第10屆 | 2018年5月31日       | 台北紅樓               | 兩岸電影論壇 -「從七個觀眾到22億電影票房 - 看大陸電影的麻花現象」  | 嘉賓：宋陽、張吃魚、郎祖筠 / 主持：王文華 |        |
| 第10屆 | 2018年5月31日       | 台北影視實驗教育機構   | 兩岸電影學院-「我對電影的100個疑問」                               | 嘉賓：（導演）陳思誠、董越、宋陽、張吃魚、郭柯 / （演員）韓童生、劉佩琦、郭錚、黃曉明、段奕宏 |        |
| 第10屆 | 2018年6月2日        | 新竹縣文化局廣場       | 兩岸電影市集                                                       | |        |
| 第11屆 | 2019年5月28日       | 北京                   | 座談：「兩岸電影創作：人才與市場」                                 | |        |
| 第11屆 | 2019年6月13日       | 台北光點華山           | 兩岸電影沙龍- 聊聊大陸電影二三事                                   | 主講：吳文智、楊達敬、童一寧 |        |
| 第11屆 | 2019年7月2日        | 高雄電影館             | 座談：「大陸電影現況」                                             | 主談：焦雄屏 / 嘉賓：郭帆、章明 |        |
| 第11屆 | 2019年7月3日        | 高雄電影館             | 座談：「當導演遇上編劇、當悲劇遇上喜劇」                           | 嘉賓：閆非、彭大魔、林孝謙、呂安弦 / 主持：鄭秉泓 |        |
| 第12屆 | 2021年8月27日       | 台北光點華山           | 兩岸電影沙龍- 聊聊大陸電影二三事                                   | 主講：張士達、吳文智、雀雀 |        |
| 第12屆 | 2021年9月5日        | 台北光點華山           | 座談：「當我們一起走過 - 後疫情時期兩岸電影新趨勢」                | 現場嘉賓：葉如芬、張榮吉、李光爵 / 線上嘉賓：耿軍 / 主持：楊達敬 |        |
| 第13屆 | 2022年6月10日       | 誠品書店松菸店         | 兩岸電影沙龍- 聊聊大陸電影二三事                                   | 主講：張士達、吳文智、李光爵 |        |
| 第13屆 | 2022年6月17日       | 誠品電影院             | 影展首映口碑場- 《懸崖之上》                                       | |        |
| 第13屆 | 2022年6月10日       | 誠品電影院             | 座談：「傳統戲曲躍上大銀幕的創新與融合」                           | 主講：電影學者 黃建業 |        |
| 第14屆 | 2023年7月1日        | 誠品書店松菸店         | 兩岸電影沙龍- 聊聊大陸電影二三事                                   | 主講：張士達、鳴影品、童一寧 |        |
| 第14屆 | 2023年7月15日       | 大安森林公園露天音樂台 | 星空電影院 - 放映電影《獨行月球》                                  | 出席主創：張吃魚、戴思奧 |        |
| 第14屆 | 2023年7月15日       | 大腕影像               | 兩岸電影座談~當虛擬與現實交會:電影特效與影視創作的無限世界         | 台灣嘉賓:視效導演 林哲民、視效監製 李幸洳、電影監製 葉育萍、電影導演 柯有謙、電影編劇 邱炳豪、音樂製作人 陳建寧。 大陸嘉賓:《宇宙探索編輯部》監製 王紅衛、《中國乒乓之絕地反擊》導演 俞白眉、《獨行月球》導演 張吃魚、《臍帶》導演 喬思雪、《宇宙探索編輯部》導演 孔大山、《中國乒乓之絕地反擊》編劇 張彥、《獨行月球》編劇 戴思奧。                                          |        |
| 第15屆 | 2024年6月14日       | 誠品電影院             | 兩岸電影沙龍- 聊聊大陸電影二三事                                   | 主講：張士達、童一寧、雀雀 |        |
| 第15屆 | 2024年6月29日       | 中壢區銀河廣場         | 星空電影院-放映電影 《年會不能停！》                               | 參與貴賓：朱延平 兩岸電影交流委員會主任委員、導演 邱正生 桃園市政府文化局局長 大 鵬 影片《年會不能停！》演員 |        |
| 第15屆 | 2024年6月30日       | 特有種商行             | 座談:「電影如何在商品化和文化性中取得平衡－從編劇與導演互動談起」  | 台灣嘉賓：兩岸電影交流委員會主任委員、導演 朱延平、台灣知名導演、編劇 林書宇、柯孟融、張榮吉、台灣知名編劇 林宇辰、吳瑾蓉、台灣知名作家、編劇 劉梓潔 大陸嘉賓：中國電影基金會理事長 張丕民、中國電影基金會副理 姜濤事長 《普通男女》藝術總監、知名作家、編劇 劉震雲、導演 劉雨霖、《年會不能停！》導演 董潤年、編劇 應蘿佳、主演/知名導演 董成鵬(大鵬)、《孤注一擲》導演 申奧 |        |

## 外部連結
- 兩岸電影展的Facebook專頁
- 兩岸電影展的新浪微博
- YouTube上的兩岸電影展頻道
- 《拾，穗》兩岸電影展十周年專刊電子版（页面存档备份，存于）